# Cynomops mexicanus
Cynomops mexicanus là một loài động vật có vú trong họ Dơi thò đuôi, bộ Dơi. Loài này được Jones & Genoways mô tả năm 1967.